# Misterios luminosos

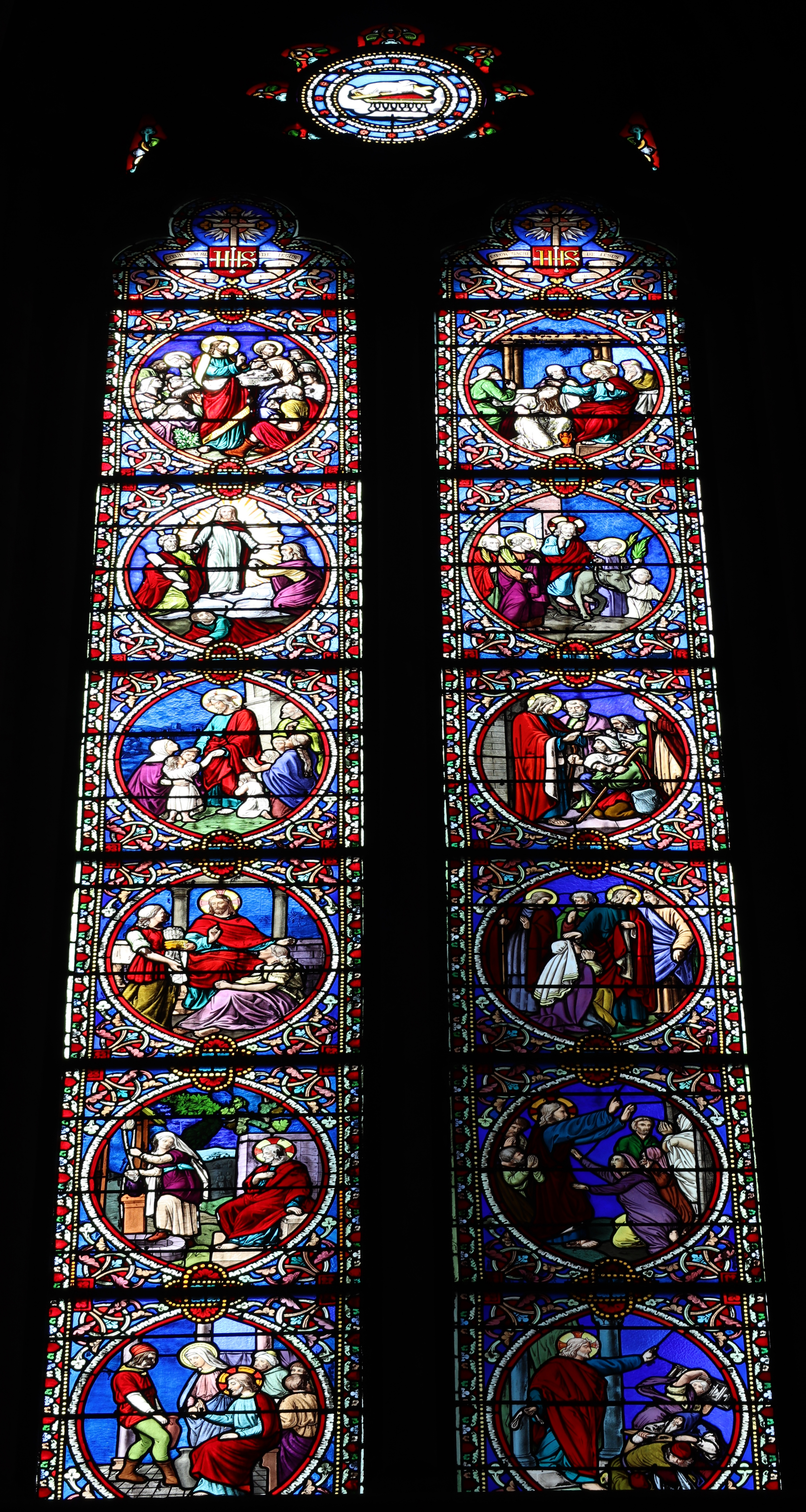
Vitral en Nantes mostrando las principales escenas de la vida pública de Jesús de Nazaret.

Los misterios son parte de la oración católica del rosario. Después de los misterios gozosos del anuncio y la infancia de Jesús, los misterios luminosos permiten meditar sobre la vida pública de Cristo, desde su bautismo hasta la Institución de la Eucaristía en víspera de su Pasión (comienzo de los misterios dolorosos, seguidos por los misterios gloriosos). 
Estos misterios luminosos fueron añadidos al rosario por iniciativa del papa Juan Pablo II en 2002 por medio de la carta Rosarium Virginis Mariae. El día reservado para estos misterios es el jueves.Se incluye la designación en latín entre paréntesis.

## El Bautismo de Jesús

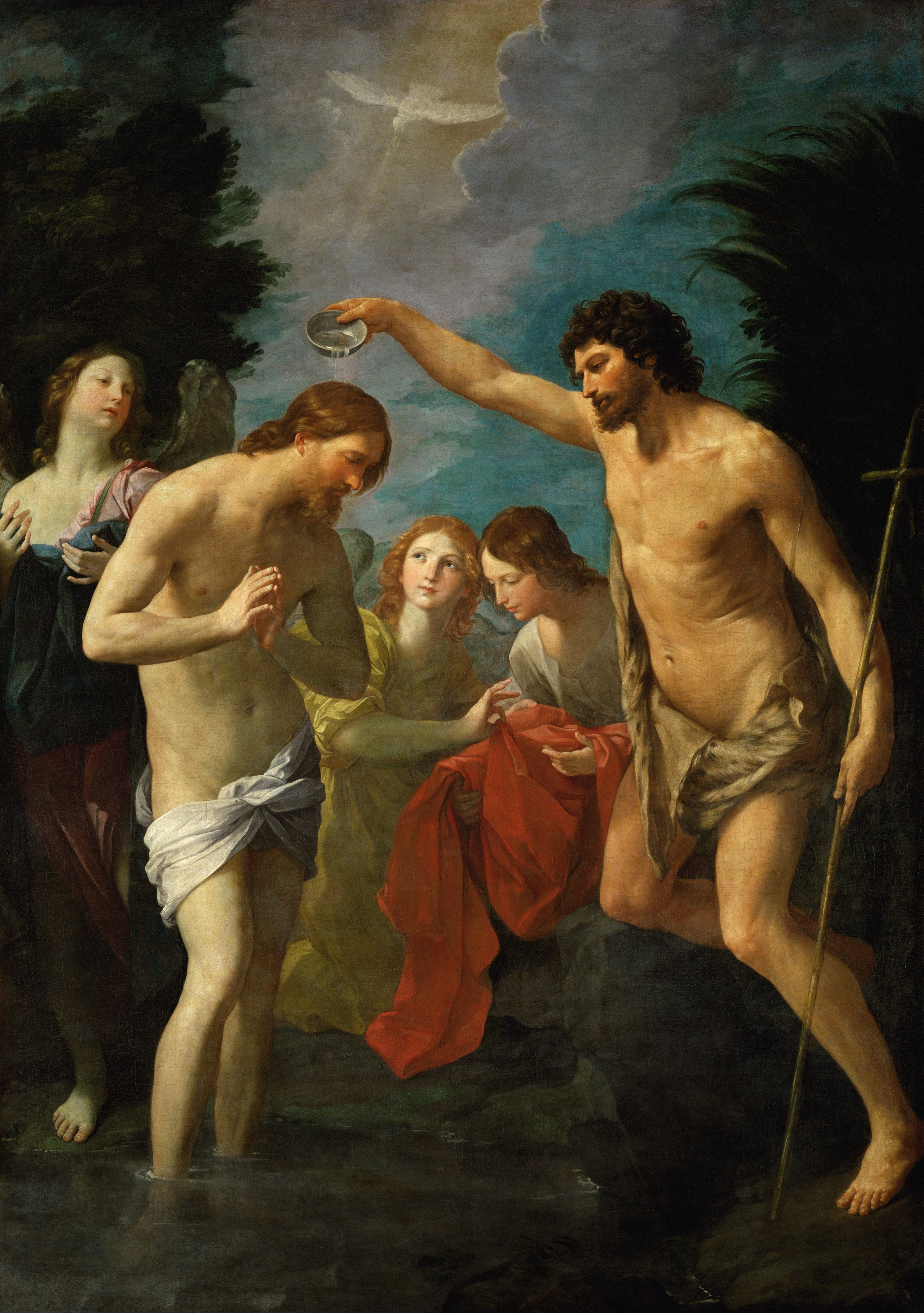
El bautismo de Cristo, de Guido Reni.

El bautismo de Cristo en el río Jordán (Baptisma apud Iordanem)

### En los Evangelios

#### Según Mateo
"Por entonces se presentó Jesús, que venía de Galilea al Jordán, a donde Juan, para ser bautizado por él. Pero Juan trataba de impedírselo y le decía: «Soy yo el que necesita ser bautizado por ti, ¿y vienes tú donde mí?» Jesús le respondió: «Deja ahora, pues conviene que así cumplamos toda justicia.» Entonces le dejó.
Una vez bautizado Jesús, salió del agua. En esto se abrieron los cielos y vio al Espíritu de Dios que bajaba como una paloma y venía sobre él. Y una voz que salía de los cielos decía: «Éste es mi Hijo amado, en quien me complazco.»"

#### Según Marcos
"Por aquel entonces vino Jesús desde Nazaret de Galilea, y fue bautizado por Juan en el Jordán. En cuanto salió del agua, vio que los cielos se rasgaban y que el Espíritu, en forma de paloma, bajaba sobre él. Entonces se oyó una voz que venía de los cielos: «Tú eres mi Hijo amado; en ti me complazco.»"

#### Según Lucas
"Toda la gente se estaba bautizando. Jesús, ya bautizado, se hallaba en oración, cuando se abrió el cielo, bajó sobre él el Espíritu Santo en forma corporal, como una paloma, y llegó una voz del cielo: «Tú eres mi hijo; hoy te he engendrado.»"

#### Según Juan

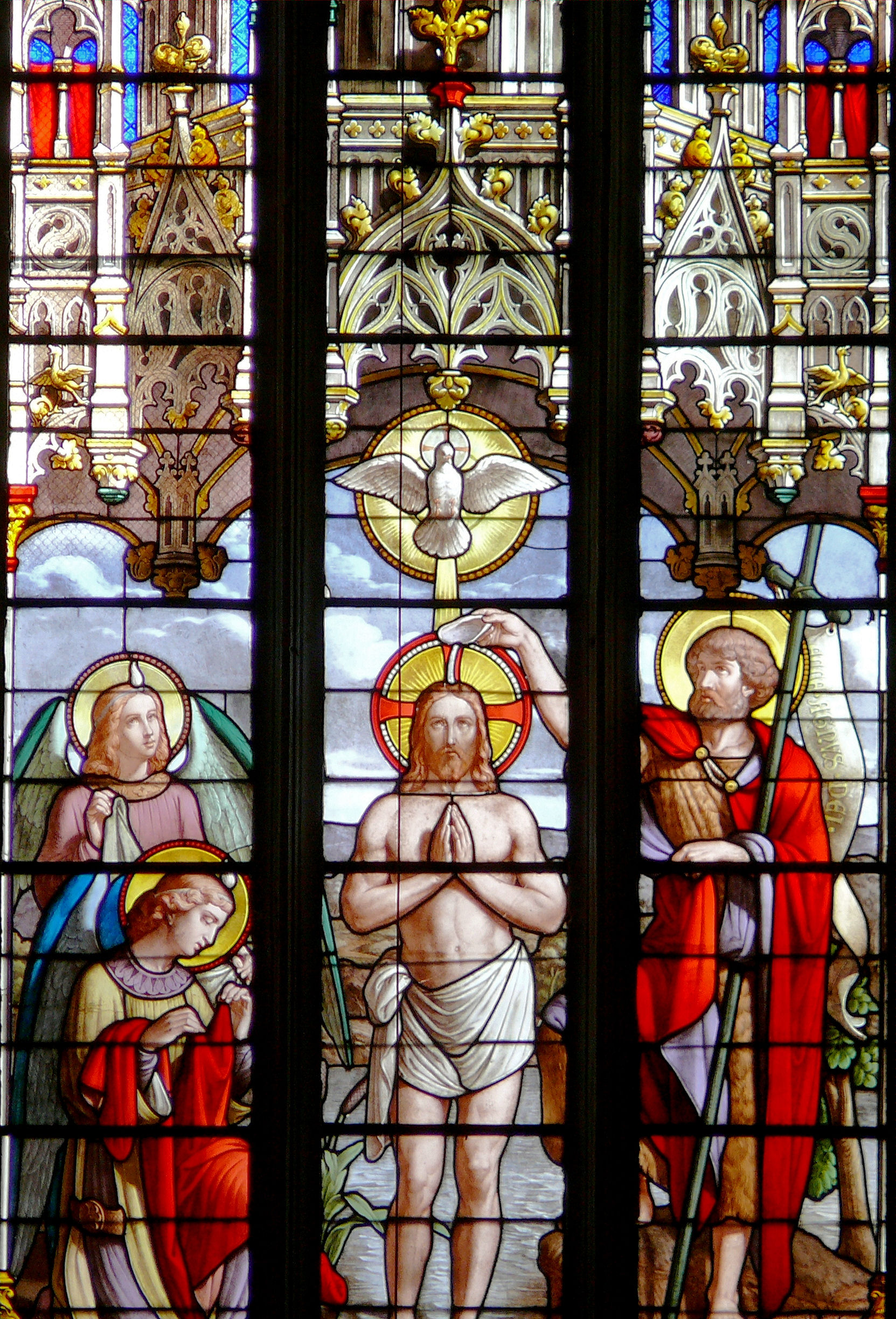
Vitral del Bautismo en la catedral de San Juan Bautista en Saint-Jean-de-Maurienne.

"Al día siguiente, al ver a Jesús venir hacia él, dijo: «He ahí el cordero de Dios, que quita el pecado del mundo. Éste es de quien yo dije:
«Detrás de mí viene un hombre, que se ha puesto delante de mí, porque existía antes que yo.»
«Yo no le conocía, pero he venido a bautizar con agua para que él sea manifestado a Israel.» Y Juan dio testimonio diciendo: «He visto al Espíritu que bajaba como una paloma del cielo y se quedaba sobre él. Yo no le conocía, pero el que me envió a bautizar con agua me dijo:
‘Aquel sobre quien veas que baja el Espíritu y se queda sobre él, ése es el que bautiza con Espíritu Santo’. Yo le he visto y doy testimonio de que ése es el Elegido de Dios.»"

### En el Catecismo de la Iglesia Católica
"El comienzo de la vida pública de Jesús es su bautismo por Juan en el Jordán. Juan proclamaba «un bautismo de conversión para el perdón de los pecados»" (Lc 3, 3)" (CIC, 535)

### En la carta apostólicaRosarium Virginis Mariae
"Misterio de luz es ante todo el Bautismo en el Jordán. En él, mientras Cristo, como inocente que se hace 'pecado' por nosotros (cf. 2 Co 5, 21), entra en el agua del río, el cielo se abre y la voz del Padre lo proclama Hijo predilecto (cf. Mt 3, 17 par.), y el Espíritu desciende sobre Él para investirlo de la misión que le espera." (RVM, 21)
- Imágenes del Bautismo de Jesucristo

## Las Bodas de Caná

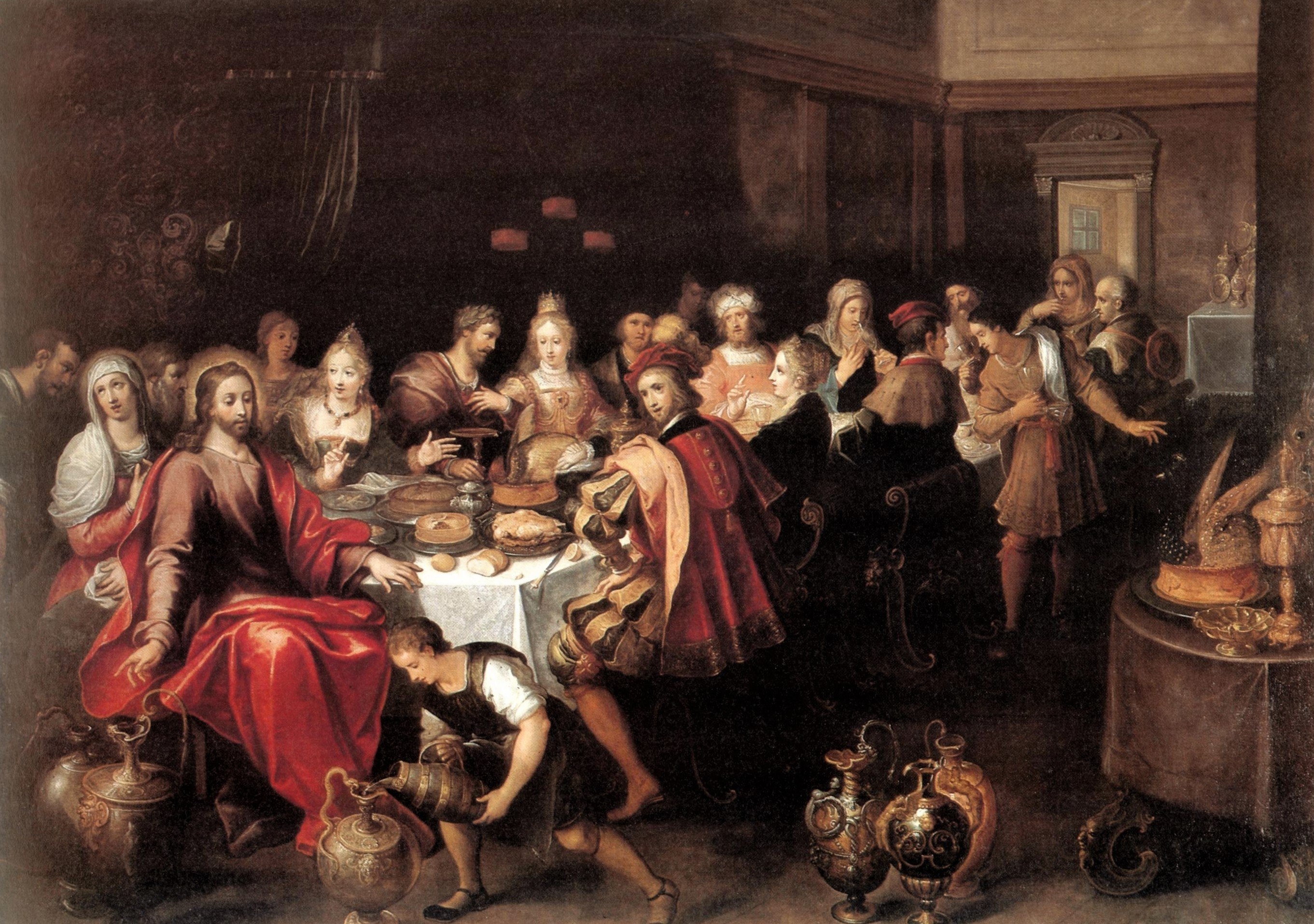
Las bodas de Caná, de Frans Francken el Joven.

Autorrevelación en las bodas de Caná (Autorevelatio apud Cananense matriomonium)

### En los Evangelios

#### Según Juan
"Tres días después se celebraba una boda en Caná de Galilea, y estaba allí la madre de Jesús. Fueron invitados también a la boda Jesús y sus discípulos. Al quedarse sin vino, por haberse acabado el de la boda, le dijo a Jesús su madre: «No tienen vino.» Jesús le respondió: «¿Qué tengo yo contigo, mujer? Todavía no ha llegado mi hora.» Pero su madre dijo a los sirvientes: «Haced lo que él os diga.»
Había allí seis tinajas de piedra, destinadas a las purificaciones de los judíos, de dos o tres medidas cada una. Jesús les dijo: «Llenad las tinajas de agua.» Ellos las llenaron hasta arriba. «Sacadlo ahora —les dijo— y llevadlo al maestresala.» Ellos lo llevaron. Cuando el maestresala probó el agua convertida en vino, como ignoraba de dónde era (los sirvientes, los que habían sacado el agua, sí que lo sabían), llamó al novio y le dijo: «Todos sirven primero el vino bueno, y cuando ya están bebidos, el inferior. Tú, en cambio, has reservado el vino bueno hasta ahora.»  Éste fue el comienzo de los signos que realizó Jesús, en Caná de Galilea; así manifestó su gloria y creyeron en él sus discípulos. Después bajó a Cafarnaúm con su madre, sus hermanos y sus discípulos, pero no se quedaron allí muchos días."

### En el Catecismo de la Iglesia Católica
En el umbral de su vida pública, Jesús realiza su primer signo -a petición de su Madre- con ocasión de un banquete de boda. La Iglesia concede una gran importancia a la presencia de Jesús en las bodas de Caná. Ve en ella la confirmación de la bondad del matrimonio y el anuncio de que en adelante el matrimonio será un signo eficaz de la presencia de Cristo. (CIC, 1613)

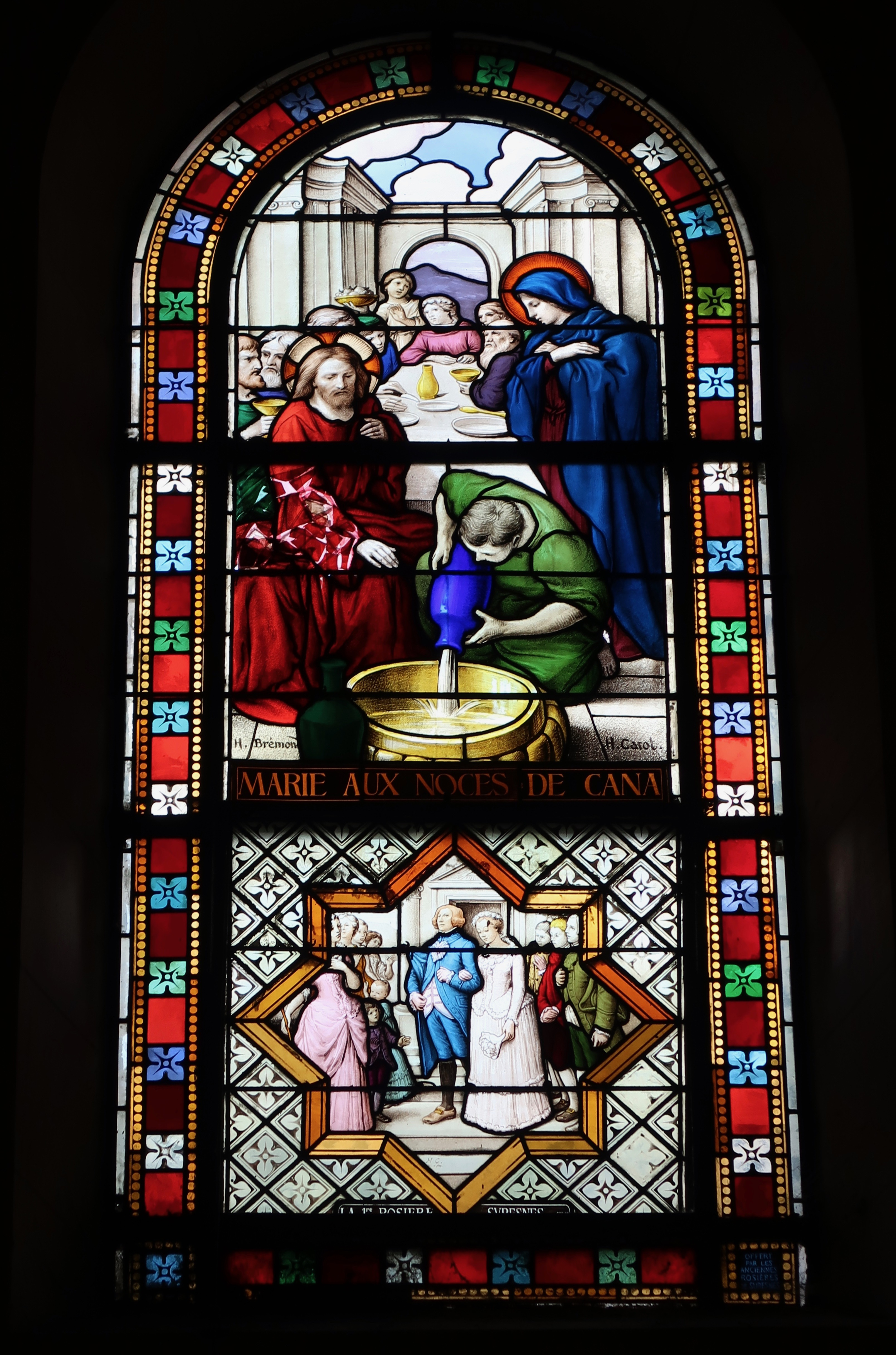
Vitral del milagro de Caná en la Iglesia del Inmaculado Corazón de María en Suresnes, Francia.

### En la carta apostólicaRosarium Virginis Mariae
"Misterio de luz es el comienzo de los signos en Caná (cf. Jn 2, 1-12), cuando Cristo, transformando el agua en vino, abre el corazón de los discípulos a la fe gracias a la intervención de María, la primera creyente. [...] Excepto en el de Caná, en estos misterios la presencia de María queda en el trasfondo. Los Evangelios apenas insinúan su eventual presencia en algún que otro momento de la predicación de Jesús (cf. Mc 3, 31-35; Jn 2, 12) y nada dicen sobre su presencia en el Cenáculo en el momento de la institución de la Eucaristía. Pero, de algún modo, el cometido que desempeña en Caná acompaña toda la misión de Cristo. La revelación, que en el Bautismo en el Jordán proviene directamente del Padre y ha resonado en el Bautista, aparece también en labios de María en Caná y se convierte en su gran invitación materna dirigida a la Iglesia de todos los tiempos: «Haced lo que él os diga» (Jn 2, 5). Es una exhortación que introduce muy bien las palabras y signos de Cristo durante su vida pública, siendo como el telón de fondo mariano de todos los «misterios de luz»." (RVM, 21)
- Imágenes de las bodas de Caná

## El Anuncio del Reino de Dios

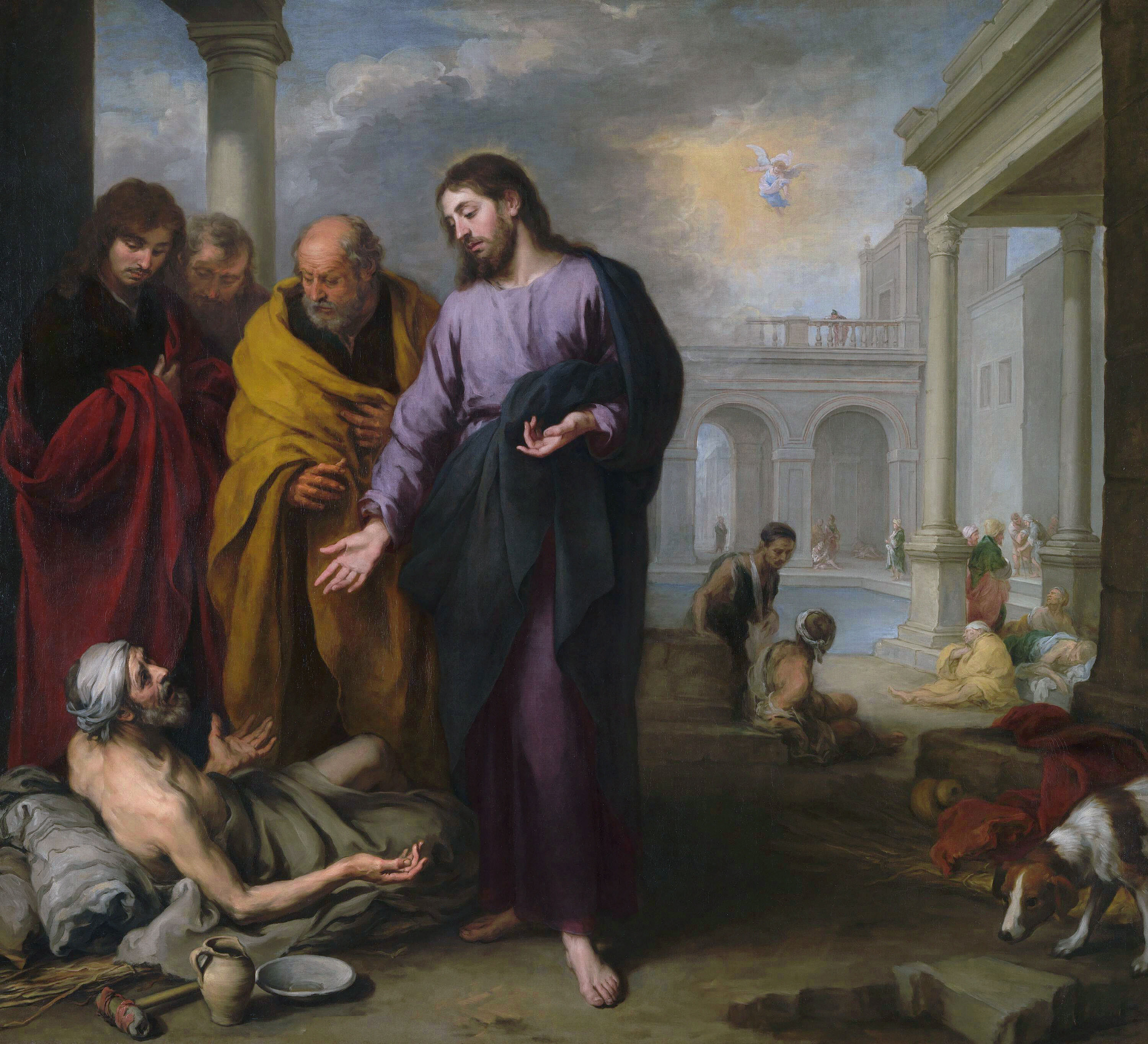
Curación del paralítico en la piscina probática, de Bartolomé Esteban Murillo.

El anuncio del Reino de Dios invitando a la conversión (Regni Dei proclamatio coniuncta cum invitamento ad conversionem)

### En los Evangelios

#### Según Marcos
"«El tiempo se ha cumplido y el Reino de Dios está cerca; convertíos y creed en la Buena Nueva.»"

### En el Catecismo de la Iglesia Católica
"Todos los hombres están llamados a entrar en el Reino. Anunciado en primer lugar a los hijos de Israel, este reino mesiánico está destinado a acoger a los hombres de todas las naciones" (CIC, 543)

### En la carta apostólicaRosarium Virginis Mariae
"Misterio de luz es la predicación con la cual Jesús anuncia la llegada del Reino de Dios e invita a la conversión (cf. Mc 1, 15), perdonando los pecados de quien se acerca a Él con humilde fe (cf. Mc 2, 3-13; Lc 7,47-48), iniciando así el ministerio de misericordia que Él continuará ejerciendo hasta el fin del mundo, especialmente a través del sacramento de la Reconciliación confiado a la Iglesia." (RVM, 21)
- Imágenes de la vida y enseñanzas de Jesucristo
- Imágenes del Sermón de la Montaña

## La Transfiguración

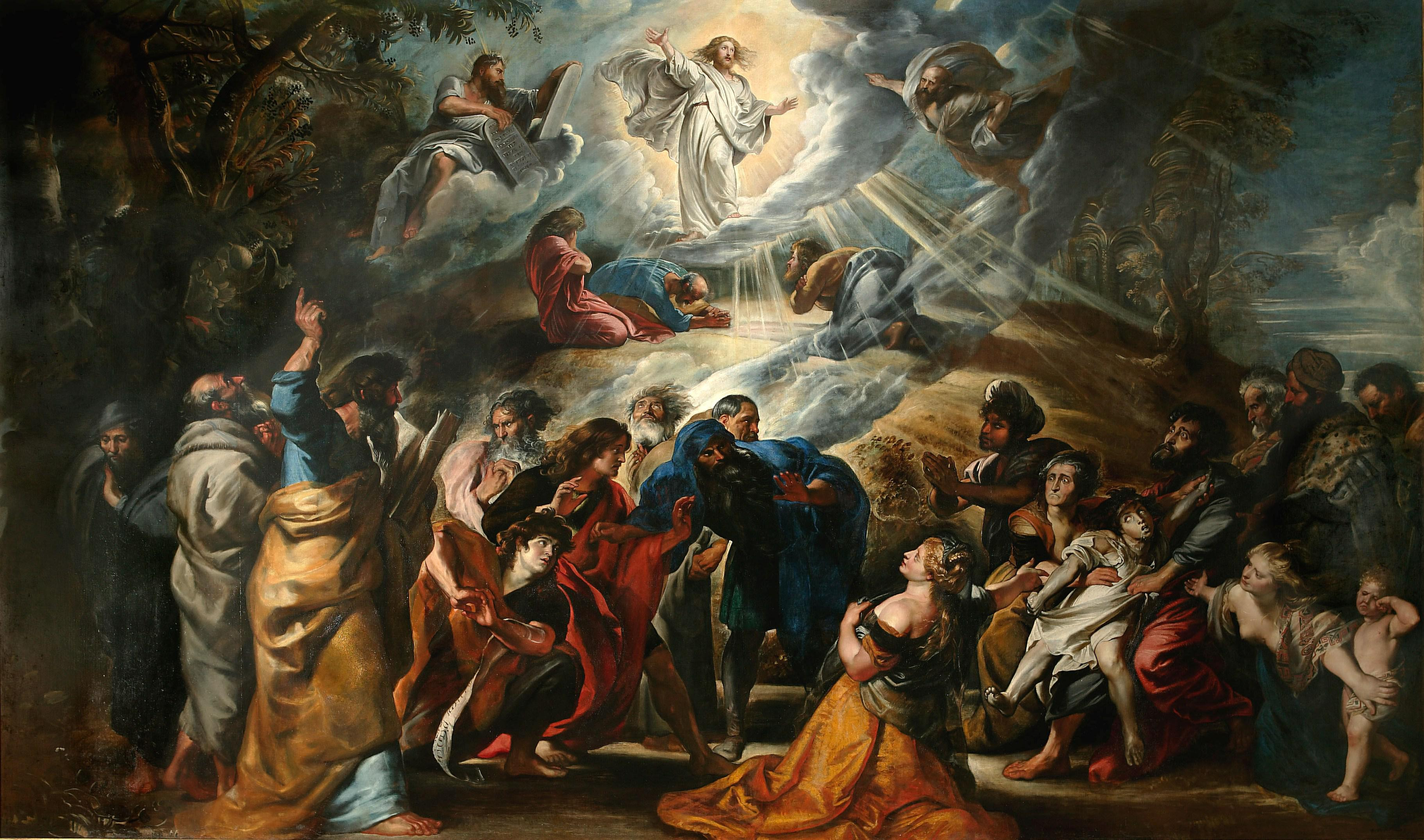
La Transfiguración, de Pedro Pablo Rubens.

La Transfiguración de Cristo en el Monte Tabor (Transfiguratio)

### En los Evangelios

#### Según Mateo
"Seis días después, tomó Jesús consigo a Pedro, a Santiago y a su hermano Juan, y los llevó aparte, a un monte alto. Y se transfiguró delante de ellos: su rostro se puso brillante como el sol y sus vestidos se volvieron blancos como la luz. En esto, se les aparecieron Moisés y Elías, que conversaban con él. Tomó Pedro la palabra y dijo a Jesús: «Señor, está bien que nos quedemos aquí. Si quieres, haré aquí tres tiendas, una para ti, otra para Moisés y otra para Elías.» Todavía estaba hablando, cuando una nube luminosa los cubrió con su sombra, y salió de la nube una voz que decía: «Éste es mi Hijo amado, en quien me complazco; escuchadle.» Al oír esto los discípulos, cayeron rostro en tierra llenos de miedo. Mas Jesús, acercándose a ellos, los tocó y dijo: «Levantaos, no tengáis miedo.» Ellos alzaron sus ojos y no vieron a nadie más que a Jesús."

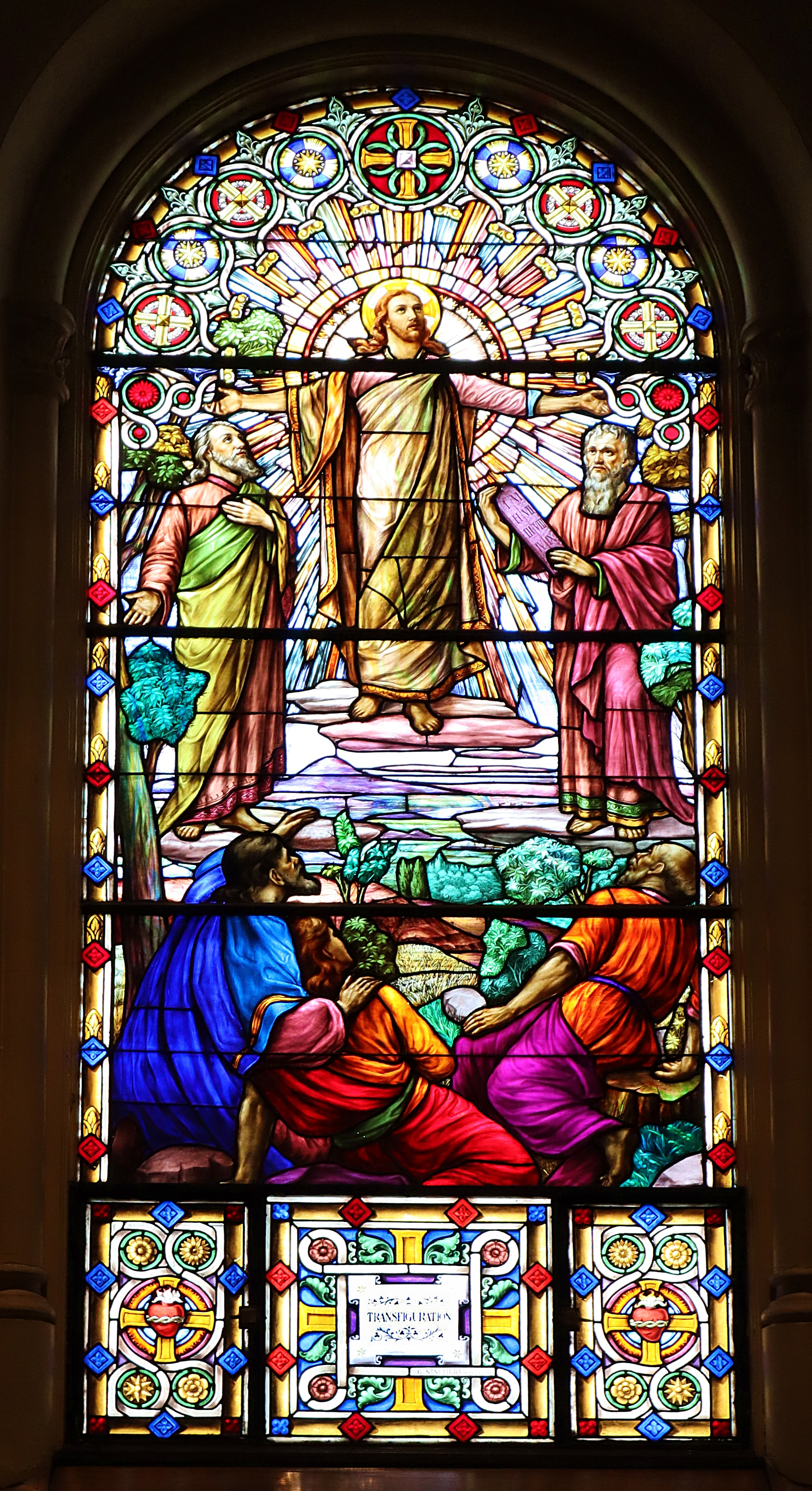
Vitral de la Transfiguración en la Iglesia de Santa María Magdalena en Outremont, Canadá.

#### Según Marcos
"Seis días después, tomó Jesús consigo a Pedro, Santiago y Juan, y los llevó a ellos solos aparte, a un monte alto. Y se transfiguró delante de ellos: sus vestidos se volvieron resplandecientes, muy blancos, tanto que ningún batanero en la tierra sería capaz de blanquearlos de ese modo. Se les aparecieron Elías y Moisés, que conversaban con Jesús. Tomó Pedro la palabra y dijo a Jesús: «Rabbí, está bien que nos quedemos aquí. Vamos a hacer tres tiendas, una para ti, otra para Moisés y otra para Elías» —es que no sabía qué responder, pues estaban atemorizados—. Entonces se formó una nube que los cubrió con su sombra, y llegó una voz desde la nube: «Éste es mi Hijo amado; escuchadle.» Al momento miraron en derredor y ya no vieron a nadie más que a Jesús con ellos."

#### Según Lucas
"Unos ocho días después de estos sucesos, tomó consigo a Pedro, Juan y Santiago, y subió al monte a orar. Mientras oraba, el aspecto de su rostro se mudó y sus vestidos eran de una blancura fulgurante. Entonces pudo verse a dos hombres que conversaban con él. Eran Moisés y Elías, que aparecían en gloria y hablaban de su partida, que iba a tener lugar en Jerusalén. Pedro y sus compañeros estaban cargados de sueño, pero permanecían despiertos, de suerte que pudieron ver su gloria y a los dos hombres que estaban con él. Cuando ellos se separaron de él, dijo Pedro a Jesús: «Maestro, está bien que nos quedemos aquí. Podríamos hacer tres tiendas, una para ti, otra para Moisés y otra para Elías». Pero no sabía lo que decía. Estaba diciendo estas cosas, cuando se formó una nube y los cubrió con su sombra. Al entrar en la nube, se llenaron de temor. Entonces llegó una voz desde la nube, que decía: «Éste es mi Hijo, mi Elegido; escuchadle.» Cuando cesó la voz, se encontró Jesús solo. Ellos callaron y, por aquellos días, no dijeron a nadie nada de lo que habían visto."

### En el Catecismo de la Iglesia Católica

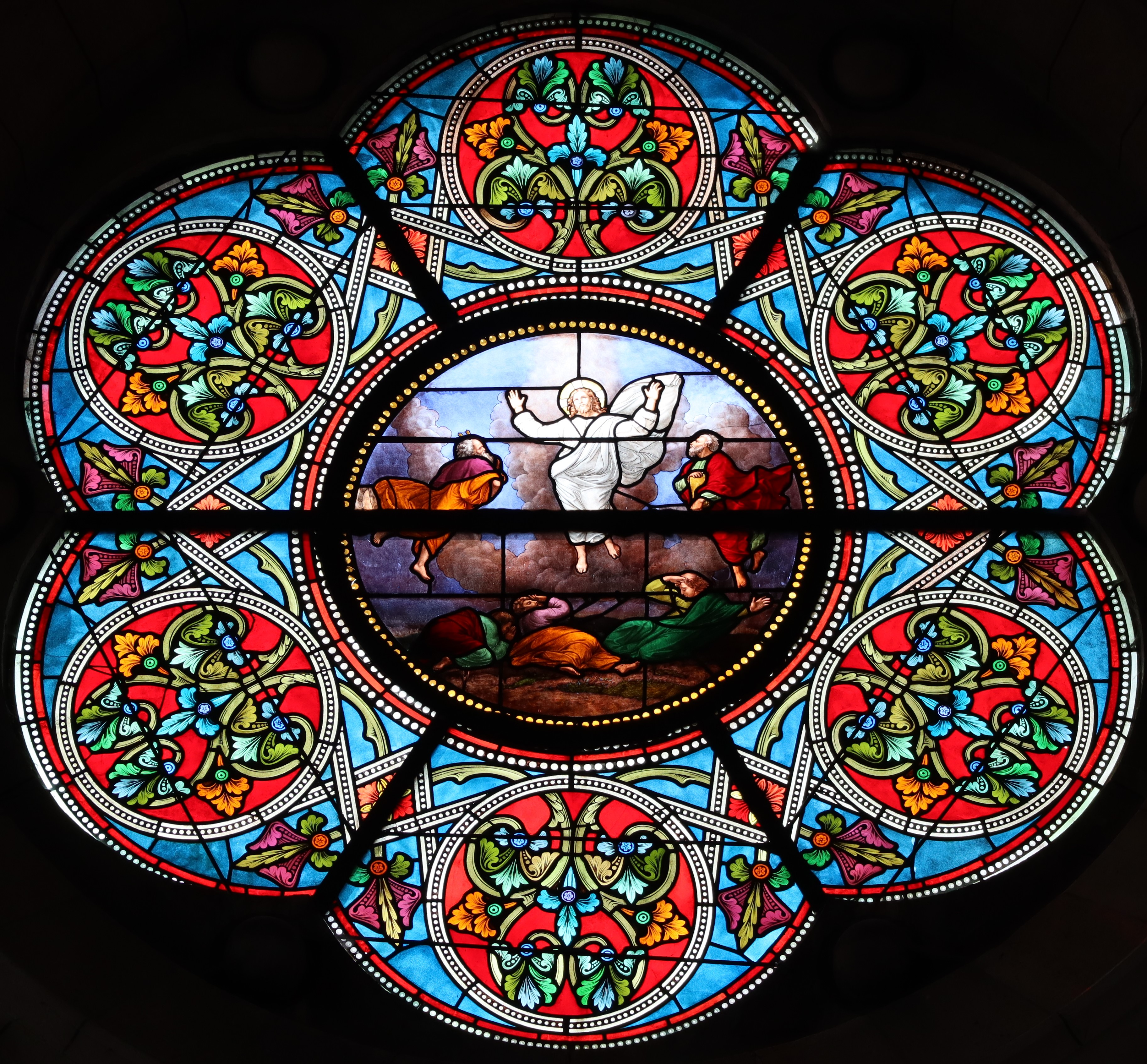
Vitral de la Transfiguración en la Iglesia del Sagrado Corazón en Janzé, Francia.

"Por un instante, Jesús muestra su gloria divina, confirmando así la confesión de Pedro. Muestra también que para "entrar en su gloria" (Lc 24, 26), es necesario pasar por la Cruz en Jerusalén" (CIC, 555)

### En la carta apostólicaRosarium Virginis Mariae
"Misterio de luz por excelencia es la Transfiguración, que según la tradición tuvo lugar en el Monte Tabor. La gloria de la Divinidad resplandece en el rostro de Cristo, mientras el Padre lo acredita ante los apóstoles extasiados para que lo « escuchen » (cf. Lc 9, 35 par.) y se dispongan a vivir con Él el momento doloroso de la Pasión, a fin de llegar con Él a la alegría de la Resurrección y a una vida transfigurada por el Espíritu Santo." (RVM, 21)
- Imágenes de la Transfiguración de Jesucristo

## La institución de la Eucaristía

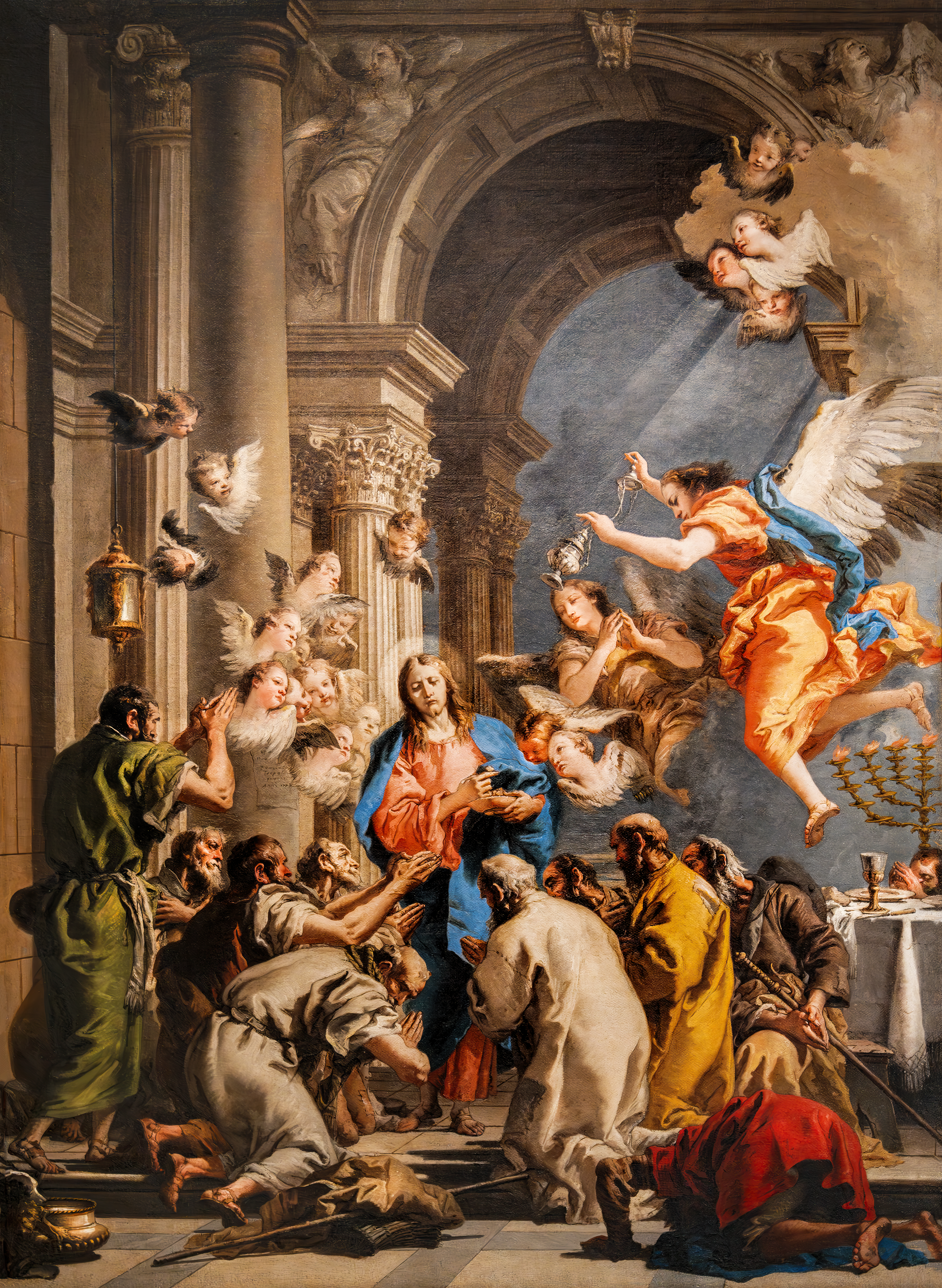
Institución de la Eucaristía, de Giandomenico Tiepolo.

La institución de la Eucaristía en el Cenáculo de Jerusalén en la tarde del Jueves Santo (Eucharistiae institutio)

### En los Evangelios

#### Según Mateo
"Mientras estaban comiendo, tomó Jesús pan y lo bendijo, lo partió y, dándoselo a sus discípulos, dijo: «Tomad, comed, éste es mi cuerpo.» Tomó luego una copa y, después de dar las gracias, se la pasó diciendo: «Bebed de ella todos, porque ésta es mi sangre de la Alianza, que es derramada por muchos para perdón de los pecados. Y os digo que desde ahora no beberé de este producto de la vid hasta el día aquel en que lo beba con vosotros, nuevo, en el Reino de mi Padre.»"

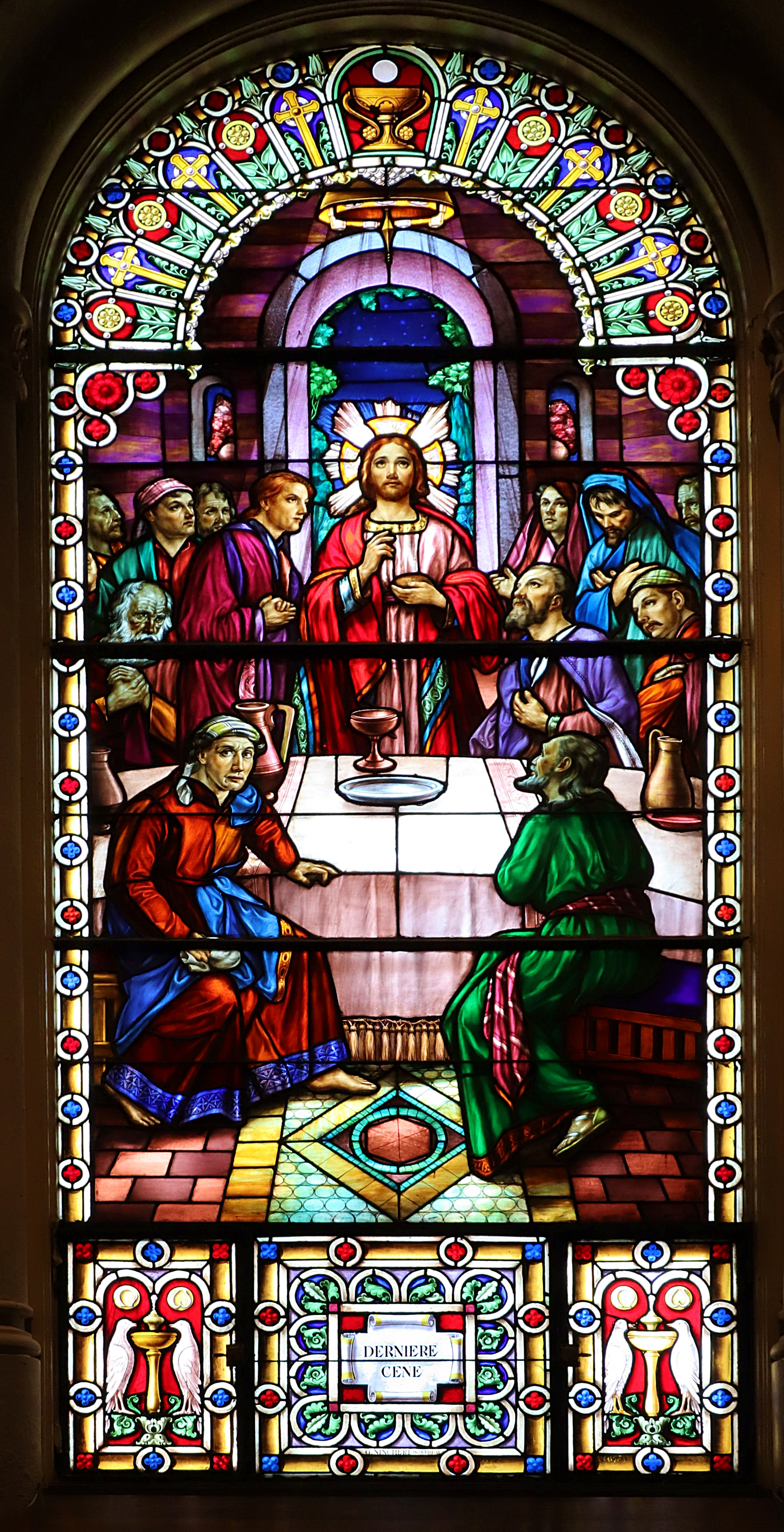
Vitral de la Última Cena en la Iglesia de Santa María Magdalena en Outremont, Canadá.

#### Según Marcos
"Mientras estaban comiendo, tomó pan, lo bendijo, lo partió, se lo dio y dijo: «Tomad, éste es mi cuerpo.» Tomó luego una copa y, después de dar las gracias, se la pasó, y bebieron todos de ella. Y les dijo: «Ésta es mi sangre de la alianza, que es derramada por muchos. Yo os aseguro que ya no beberé del producto de la vid hasta el día en que lo beba, nuevo, en el Reino de Dios.»"

#### Según Lucas
"Tomó luego pan, dio gracias, lo partió y se lo dio, diciendo: «Éste es mi cuerpo que se entrega por vosotros; haced esto en recuerdo mío.» De igual modo, después de cenar, tomó la copa y dijo: «Esta copa es la nueva Alianza en mi sangre, que se derrama por vosotros."

### En el Catecismo de la Iglesia Católica
"Al celebrar la última Cena con sus apóstoles en el transcurso del banquete pascual, Jesús dio su sentido definitivo a la pascua judía. En efecto, el paso de Jesús a su Padre por su muerte y resurrección, la Pascua nueva, es anticipada en la Cena y celebrada en la Eucaristía que da cumplimiento a la pascua judía y anticipa la pascua final de la Iglesia en la gloria del Reino." (CIC, 1341)

### En la carta apostólicaRosarium Virginis Mariae
"Misterio de luz es, por fin, la institución de la Eucaristía, en la cual Cristo se hace alimento con su Cuerpo y su Sangre bajo las especies del pan y del vino, dando testimonio de su amor por la humanidad « hasta el extremo » (Jn13, 1) y por cuya salvación se ofrecerá en sacrificio." (RVM, 21)
- Imágenes de la Última Cena